# När det unga vinet blommar
När det unga vinet blommar (norska: Når den ny vin blomstrer) är ett skådespel av den norske författaren Bjørnstjerne Bjørnson, utgivet 1909. Stycket är en komedi som utspelar sig på familjen Arviks lantställe.

## Rollerna
- Arvik
- Fru Arvik
- Marna, deras dotter
- Alberta, deras dotter
- Helene, deras dotter
- Gunda deras dotter
- Josefa, deras dotter
- Anna, deras dotter
- Hall, prost
- Alvilde, hans dotter
- Karl Tonning
- Marie, hushjälp